# Torre CMA CGM
La Torre CMA CGM è un grattacielo alto 147 metri situato nel Euroméditerranée, il quartiere finanziario centrale di Marsiglia in Francia.

## Descrizione
Progettato da Zaha Hadid, l'edificio è il quartier generale della CMA CGM. Occupa una superficie totale di 94.000 m2, di cui 58.000 m2 la torre e 36.000 m2 per gli annessi.
L'archistar irachena è stata selezionata per progettare l'edificio nel novembre 2004 ed è la sua prima torre costruita. Costruito dalla controllata GTM Construction di Vinci, l'edificio ha 20 ascensori per servire i suoi 33 piani ed è stato completato nel settembre 2011.